# Chicharrón de queso

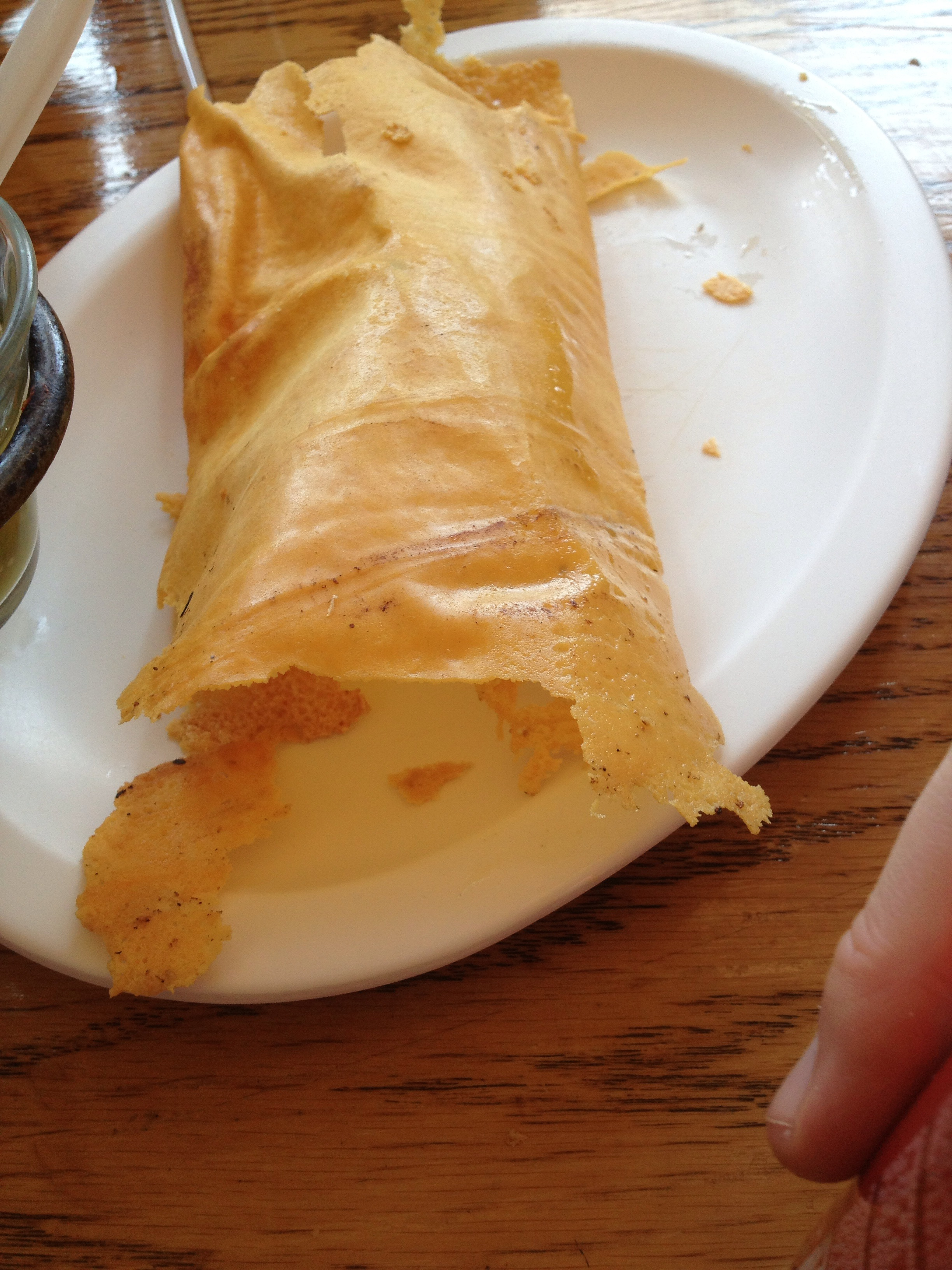
Chicharrón de queso.

El chicharrón de queso o costra de queso es un alimento popular en la cocina mexicana. Consiste en una tortilla crujiente o semicrujiente de queso. En un comal o una plancha, se añade aceite, el queso se dispersa y se fríe hasta alcanzar una consistencia firme. Este queso se puede plegar y el exceso de aceite se absorbe con una toalla. El chicharrón se puede rociar con el jugo de un limón y es acompañado con un poco de cilantro picado, tomate picado y cebolla en cubos.